# CETI (zespół muzyczny)
CETI – polski zespół heavymetalowy założony w 1989 przez Grzegorza Kupczyka i Marię Wietrzykowską.
Nazwa zespołu pochodzi od programu poszukiwań cywilizacji pozaziemskich NASA z 1971 (z ang. Communication with ExtraTerestrial Inteligence).

## Historia
Zespół został założony 12 października 1989 z inicjatywy wokalisty i basisty Grzegorza Kupczyka oraz Marii „Marihuany” Wietrzykowskiej grającej na instrumentach klawiszowych. Początkowo grał z nimi także gitarzysta Andrzej Łysów, a później dołączył perkusista Jacek Jabłoński i w tym składzie grupa nagrała swój debiutancki album, na którym gościnnie wystąpił Czesław Niemen. Stworzyli muzykę do obrazu filmowego Andrzeja Szczygła – Red Inter Show.
Po zmianach osobowych (nowym perkusistą został Marcin Krystek, a basistą – Maciej Przybylski) zespół nagrał album pt. Lamiastrata. Następnie premierę miał album koncertowy z zapisem występu grupy z RFN i na festiwalu w Jarocinie w 1992. W 1994 muzycy wydali album studyjny pt. Rasizm.
W 1995 do zespołu dołączyli Valdi Moder (gitara) i Marcin Sauter (gitara basowa), ale już w następnym roku ich miejsce w składzie zajęli Przemysław Burzyński (gitara) i Bartek Urbaniak (gitara basowa). W 2003 grupa wydała album pt. Shadow of the Angel, po którego nagraniu nowym gitarzystą CETI został Bartek Sadura. W 2004 muzycy odbyli trasę koncertową jako gość specjalny zespołu Vader podczas Blitzkrieg II. W 2007 wydali album pt. (...)perfecto mundo(...), który promowali podczas jesiennej trasy koncertowej po Polsce.
W 2008 zagrali serię koncertów z Orkiestrą Symfoniczną Filharmonii Kaliskiej w ramach trasy promującej wydawnictwo Akordy Słów, czyli rock i metal symfonicznie.
1 marca 2011 we współpracy z członkami zespołu powstało Stowarzyszenie „Lamiastrata” będące oficjalnym fanklubem Grzegorza Kupczyka i zespołu CETI.
W grudniu 2018 Marcin Krystek opuścił zespół ze względu na powracającą kontuzję kręgosłupa. Nowym perkusistą CETI wówczas został Daniel Abramowicz, który wziął udział w pracach nad nowym albumem grupy, jednak w 2020 jego miejsce w składzie zajął Piotr Szpalik. Również w 2020 Maria Wietrzykowska zawiesiła tymczasowo aktywność sceniczną ze względu na stan zdrowia, jednak pozostała członkiem zespołu.

## Muzycy

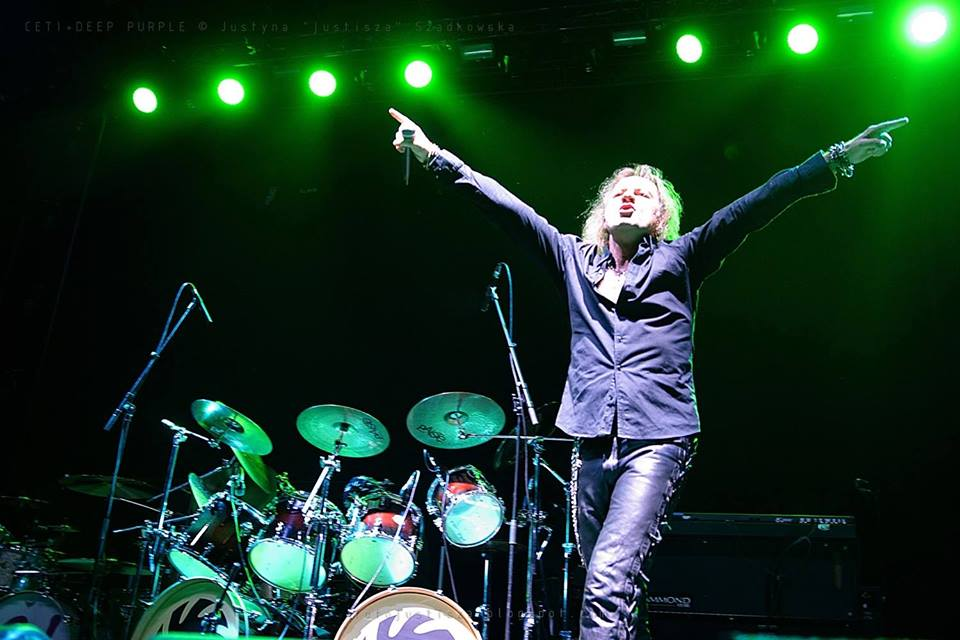
Grzegorz Robert Kupczyk - voc

### Obecny skład zespołu
- Grzegorz Kupczyk – śpiew
- Bartek Sadura – gitara
- Maria "MARIHUANA" Wietrzykowska - instr. klawiszowe
- Jakub Kaczmarek - gitara
- Tomasz Targosz – gitara basowa
- Piotr "Szpal" Szpalik – perkusja

### Byli członkowie zespołu
- Andrzej Łysów – gitara
- Przemysław Burzyński – gitara
- Valdi Moder (zmarły) – gitara
- Maciej Przybylski – gitara basowa
- Marcin Sauter – gitara basowa
- Bartłomiej Urbaniak – gitara basowa
- Jacek Jabłoński – perkusja
- Damian Krzysztof Krawczyk – perkusja (zastępstwo za kontuzjowanego Krystka marzec - sierpień 2018)
- Marcin "MUCEK" Krystek – perkusja (do grudnia 2018)

## Dyskografia
| - Czarna róża (1990) - Lamiastrata (1992) - Rasizm (1994) - W imię prawa (1999) - Demony czasu (2000) - Shadow of the Angel (2003) - (…)perfecto mundo(…) (2007) - Ghost of the Universe – Behind Black Curtain (2011) - Brutus Syndrome (2014) - Snakes of Eden (2016) - Oczy martwych miast (2020) - Ceti (2022) | - Extasy '93 (1993) - Living Angel (2004) - Akordy słów (2009) - The Best From Hard Zone part 1 (2005) - The Best from Light Zone part 2 (2005) - W imię prawa / Demony czasu (2007) - CETI Plays Metallica (2013) | - Maxi Promotion (1995) - Prolog (2002) - Living Shadow of the Angel (2004) - The Best from Light Zone part 2 (2005) - Akordy słów (2009) |